# Venyera–12
A Venyera–12 (oroszul: Венера–12) egy szovjet űrszonda, amelyet a Venyera-programban indítottak.

## Küldetés
1978. szeptember 12-én a Bajkonuri űrrepülőtérről, Proton hordozórakéta segítségével, három nappal később indították a Vénusz további kutatására, mint a Venyera–11-et. A Vénusz közelében kettévált, a szállító/keringő egység mesterséges holddá vált, segítve az adattovábbítást, műszereinek segítségével a Vénusz környezetének vizsgálatát. A leszállóegység megkezdte tudományos munkáját.

## Jellemzői
Méretét, szerkezetét és feladatát tekintve megegyezik a Venyera–11-gyel. Külső felépítése, műszerezettsége azonos a Venyera–10-zel. Tömege a kedvezőbb indítási ablak miatt 800 kilogrammal kevesebb, 4200 kilogramm. Műszerezettségét az elődökhöz képest továbbfejlesztették, hangérzékelőkkel látták el, hogy a feltételezett villámlásokat kísérő hangjelenségeket rögzíteni tudják. A kísérlet jól sikerült, az űrszonda valóban észlelt elektromos kisüléseket a légkörben. A leszállóegység hétféle műszert szállított. Simán elérte a felszínt, két órán át közvetítette méréseinek adatait.